# Districtul Hassi Khalifa
Hassi Khalifa este un district din provincia El Oued, Algeria.